# Man from Del Rio
Man from Del Rio (br.: Blefando com a morte / pt.: Um homem só) é um filme estadunidense de 1956 do gênero Western, dirigido por Harry Horner. Escrito por Richard Carr, é o primeiro filme como protagonista de Anthony Quinn, após ser reconhecido com o Oscar de coadjuvante por Lust for Life. Ironicamente, o personagem principal é um pistoleiro que se sai bem de uma situação difícil não pela força das armas, mas usando dotes de ator.

## Elenco
- Anthony Quinn...Dave Robles
- Katy Jurado...Estella
- Peter Whitney...Ed Bannister
- Douglas Fowley...Doc Adams
- John Larch...Bill Dawson
- Whit Bissell...Breezy Morgan
- Douglas Spencer...Xerife Jack Tillman
- Barry Atwater...Dan Ritchy (não creditado)

## Sinopse
Dave Robles é um mortífero pistoleiro mexicano que chega a cidade do Velho Oeste chamada Mesa em busca de vingança. Num rápido duelo ele mata seu algoz, o famoso matador Dan Ritchy, e rapidamente é assediado pelo barman e ex-pistoleiro Ed Bannister, que quer dominar a cidade contratando vários bandidos de fora para ajudá-lo em seu intento. Logo a seguir, chegam mais três pistoleiros a convite de Ed e todos, inclusive Dave, se embriagam no saloon. O inepto xerife Tillman tenta acabar com a farra, mas é humilhado e ferido pelos pistoleiros. A enfermeira mexicana Estella pede a Dave que interfira, mas ele só reage quando a própria mulher é atacada pelos pistoleiros.
A população está cansada dos contratados de Ed e nomeia Dave como xerife para expulsá-lo. Mas Dave reluta pois Estella o avisa de que ao fazer isso, não precisarão mais dele. E tenta se socializar com os cidadãos respeitáveis e cortejar Estella. Mas logo percebe que as pessoas não gostam dele, que só o querem como xerife para enfrentar Ed e seus homens.